# Ambasciatori bavaresi nel regno di Sardegna
L'ambasciatore bavarese nel regno di Sardegna era il primo rappresentante diplomatico della Baviera nel regno di Sardegna.
Le relazioni diplomatiche iniziarono ufficialmente nel 1816. Dal 1850 le funzioni vennero assunte dall'ambasciatore bavarese presso la Santa Sede. Dal 1865 le funzioni dell'ambasciatore nel regno di Sardegna vennero trasferite a quello in Italia dopo l'unificazione nazionale.

## Regno di Baviera
- 1816–1817: Willibald von Rechberg und Rothenlöwen (1780–1849)
- 1818–1821: Emanuel von Freyen-Seyboldsdorf (1777–1832)
- 1822–1826: vacante
- 1827–1841: Johann Franz Anton von Olry (1769–1863)
- 1841–1842: vacante
- 1843–1847: Maximilian von Marogna (1797–1874)
- 1847–1850: Carl August von Abel (1788–1859)
- 1850–1854: Karl von Spaur (1794–1854), Residente a Roma
- 1854–1860: Ferdinand von Verger (1806–1867), Residente a Roma

1860: Chiusura dell'ambasciata